# FC Brașov în sezonul 2013-14
Sezonul 2013-14 este al doilea șaselea sezon consecutiv pentru FC Brașov în Liga I, după promovarea din anul 2008.

## Context

### Echipament
Producător: Puma
Sponsor(i): Roman S.A., Allview și Silnef M.G.

| Acasă | Acasă 2 | Deplasare | Deplasare 2 |

Ultima actualizare: 26 aprilie 2014.
Sursă: FC Brașov

Echipamentul de acasă a fost folosit în cele mai multe dintre meciurile de pe teren propriu și chiar în unele dintre meciurile din deplasare. De două ori s-a întâmplat ca acasă să fie folosit echipamentul de rezervă și anume pe 9 august, în etapa a patra și pe 16 decembrie, în etapa a 18-a, împotriva celor de la FC Botoșani, respectiv Pandurii Târgu-Jiu.
Echipamentul de deplasare a fost folosit în cele mai multe dintre meciurile disputate pe teren străin, fiind uneori alternat cu echipamentul de acasă. O singură dată a fost folosit echipamentul de deplasare de rezervă, pe 11 noiembrie, în etapa a 14-a, în meciul disputat împotriva celor de la Corona Brașov.

### Licența
Deși Constantin Zotta a declarat că FC Brașov nu va avea probleme în a obține licența pentru sezonul următor, spre sfârșitul lunii aprilie au apărut probleme legat de acest subiect. Acest lucru s-a întâmplat din cauza nocturnei de pe Stadionul Tineretului (Brașov), care e deținută de primăria orașului. Din cauza unor conflicte cu Ioan Neculaie autoritățile nu-și mai dăduseră acordul pentru folosirea acesteia.
Totuși, pe 3 mai Viorel Duru, directorul de Licențiere al Federației Române de Fotbal, a anunțat că FC Brașov a primit licența pentru sezonul următor în urma apelului. În aceeași conferință de presă Duru a anunțat că FC Vaslui și Corona Brașov nu au primit licența și nu vor putea evolua în noul sezon, fapt ce duce la retrogadarea sportivă a doar două echipe din sezonul actual al Ligii 1.

## Echipă
Sezonul a început pentru "stegari" cu Adrian Szabo pe banca tehnică. Acesta a fost înlocuit pe 19 august 2013 de Aurel Țicleanu ce a venit la Brașov cu Robert Ilyeș pe postul de antrenor secund. Următoarea schimbare de antrenor a avut loc pe 19 septembrie, când Alexandru Pelici a fost prezentat ca fiind noul antrenor al echipei. Acesta a rezistat până pe 6 noiembrie, când a fost înlocuit de Ilie Stan. Actualul antrenor al brașovenilor este Cornel Țălnar, acesta fiind instalat pe banca tehnică pe 27 ianuarie 2014.

#### Antrenori de-a lungul sezonului
| Antrenor         | Perioadă                           | Etape                                 | Loc |
| ---------------- | ---------------------------------- | ------------------------------------- | --- |
| Adrian Szabo     | 12 noi 2012 – 19 aug 2013          | Din etapa 1 până în etapa a 5-a       | 16  |
| Aurel Țicleanu   | 19 aug 2013 – 19 sep 2013          | Din etapa a 6-a până în etapa a 8-a   | 15  |
| Alexandru Pelici | 19 sep 2013 – 6 noi 2013           | Din etapa a 9-a până în etapa a 13-a  | 16  |
| Ilie Stan        | 6 noi 2013 – 27 ian 2014           | Din etapa a 14-a până în etapa a 19-a | 16  |
| Cornel Țălnar    | 27 ian 2014 - Până în ultima etapă | Din etapa a 20-a până în prezent      | 15  |

### Echipa tehnică
Listă actualizată la data de 23 martie 2014
| Nume               | Naționalitate | Funcție              |
| ------------------ | ------------- | -------------------- |
| Cornel Țălnar      | România       | Antrenor principal   |
| Florentin Petre    | România       | Antrenor secund      |
| Andrei Șanta       | România       | Antrenor cu portarii |
| Constantin Niculae | România       | Preparator fizic     |
| Gheorghe Popa      | România       | Medic                |
| Sorin Mainea       | România       | Maseur               |
| Leonard Silișteanu | România       | Maseur               |
| Adrian Saiu        | România       | Maseur               |

### Lotul de jucători
Listă actualizată la data de 21 mai 2014
| Nr. |            | Poziție | Jucător           |
| --- | ---------- | ------- | ----------------- |
| 1   | România    | P       | Cristian Bordea   |
| 13  | România    | P       | Daniel Mutu       |
| 30  | România    | P       | Florin Iacob      |
| 3   | Croația    | F       | Mislav Leko       |
| 4   | România    | F       | Marius Constantin |
| 12  | România    | F       | Cristian Ionescu  |
| 22  | Portugalia | F       | Sérgio Rodrigues  |
| 23  | Portugalia | F       | Ricardo Machado   |
| 25  | România    | F       | Alexandru Vagner  |
| 32  | România    | F       | Bogdan Străuț     |
| 33  | România    | F       | Vlad Potecu       |
| 5   | România    | M       | Șerban Moraru     |
| 8   | România    | M       | Alexandru Mateiu  |

| Nr. |            | Poziție | Jucător             |
| --- | ---------- | ------- | ------------------- |
| 10  | România    | M       | Georgian Păun       |
| 15  | Portugalia | M       | Diogo Santos        |
| 19  | Croația    | M       | Adnan Aganovic      |
| 21  | Portugalia | M       | Davide Dias         |
| 26  | Portugalia | M       | Bruno Madeira       |
| 31  | România    | M       | Ștefan Grigorie     |
| 55  | România    | M       | Alexandru Ciocâlteu |
| 77  | România    | M       | János Székely       |
| 94  | România    | M       | Rareș Enceanu       |
| 9   | România    | A       | Andrei Cristea      |
| 20  | România    | A       | Romeo Surdu         |
| 29  | România    | A       | Mugurel Buga        |
| 47  | Portugalia | A       | Diogo Fonseca       |

### Transferuri
Veniri
| #  | Poziție  | Jucător           | Venit de la                 | Tip                   | Perioadă |
| -- | -------- | ----------------- | --------------------------- | --------------------- | -------- |
| 15 | Mijlocaș | Diogo Santos      | U.D. Oliveirense            | Transfer              | Vară     |
| 22 | Fundaș   | Sergio Rodrigues  | C.D. Santa Clara            | Transfer              | Vară     |
| 30 | Portar   | Florin Iacob      | Unirea Târlungeni           | Revenit după împrumut | Vară     |
| —  | Fundaș   | Alexandru David   | Revenit de la FC Brașov II  | Revenit               | Vară     |
| 32 | Fundaș   | Bogdan Străuț     | Revenit de la FC Brașov II  | Revenit               | Vară     |
| 3  | Fundaș   | Liviu Dârstar     | Promovat de la FC Brașov II | Promovat              | Vară     |
| 20 | Fundaș   | Vlad Potecu       | Unirea Târlungeni           | Revenit după împrumut | Vară     |
| —  | Mijlocaș | Vasile Olariu     | Revenit de la FC Brașov II  | Revenit               | Vară     |
| —  | Mijlocaș | Dorinel Popa      | Revenit de la FC Brașov II  | Revenit               | Vară     |
| 24 | Mijlocaș | Vlad Boția        | Promovat de la FC Brașov II | Promovat              | Vară     |
| —  | Atacant  | Alin Damian       | Unirea Târlungeni           | Revenit după împrumut | Vară     |
| 47 | Atacant  | Diogo Fonseca     | C.D. Tondela                | Transfer              | Vară     |
| 9  | Atacant  | Andrei Cristea    | Dinamo București            | Liber de contract     | Vară     |
| —  | Fundaș   | Ovidiu Mendizov   | Rapid Ghidighici            | Liber de contract     | Vară     |
| 20 | Atacant  | Romeo Surdu       | —                           | Liber de contract     | Vară     |
| 19 | Mijlocaș | Adnan Aganović    | —                           | Liber de contract     | Vară     |
| —  | Portar   | Cristi Bordea     | FC Olt Slatina              | Transfer              | Vară     |
| —  | Mijlocaș | Cristi Manea      | Dinamo București II         | Transfer              | Vară     |
| —  | Fundaș   | Daniel Dumbravă   | Unirea Târlungeni           | Revenit după împrumut | Iarnă    |
| 94 | Mijlocaș | Rareș Enceanu     | Unirea Târlungeni           | Revenit după împrumut | Iarnă    |
| —  | Atacant  | Alin Damian       | Civitas Făgăraș             | Revenit după împrumut | Iarnă    |
| —  | Fundaș   | Gabriel Frâncu    | FC Zagon                    | Transfer              | Iarnă    |
| —  | Mijlocaș | Andrei Ispas      | Școala de Fotbal "Ardealul" | Transfer              | Iarnă    |
| 28 | Fundaș   | Mislav Leko       | NK Osijek                   | Liber de contract     | Iarnă    |
| 77 | Mijlocaș | Ianos Szekely     | —                           | Liber de contract     | Iarnă    |
| 4  | Fundaș   | Marius Constantin | —                           | Liber de contract     | Iarnă    |
| 31 | Mijlocaș | Ștefan Grigorie   | —                           | Liber de contract     | Iarnă    |

Plecări
| # | Poziție  | Jucător           | Plecat la              | Tip               | Perioadă |
| - | -------- | ----------------- | ---------------------- | ----------------- | -------- |
| — | Atacant  | Paul Batin        | CFR Cluj               | Final de împrumut | Vară     |
| — | Fundaș   | Javier Velayos    | CFR Cluj               | Transfer          | Vară     |
| — | Mijlocaș | Nuno Viveiros     | FC Vaslui              | Final de contract | Vară     |
| — | Fundaș   | Cristian Munteanu | Săgeata Năvodari       | Final de contract | Vară     |
| — | Mijlocaș | Iulian Tameș      | SCM Argeșul Pitești    | Final de contract | Vară     |
| — | Atacant  | Ayhan Güçlü       | —                      | Contract reziliat | Vară     |
| — | Atacant  | Frank Danquah     | ASA Tîrgu Mureș (2013) | Transfer          | Vară     |
| — | Fundaș   | Daniel Tătar      | —                      | Contract reziliat | Iarnă    |
| — | Fundaș   | Sergiu Oltean     | —                      | Contract reziliat | Iarnă    |

## Amicale
| 23 iunie 2013 | Săgeata Drăguș | 0–4 | FC Brașov                           | Drăguș |  |
|               |                |     | Ivan ?' Păun ?' Danquah ?' Botia ?' |        |  |

| 29 iunie 2013 | FC Brașov | 0-2 | Volyn Lutsk | Moravske Toplice |  |
| 19:00 EEST    |           |     |             |                  |  |

| 1 iulie 2013 | FC Brașov | 0-1 | FK Zeleznicar Sarajevo | Moravske Toplice |  |
|              |           |     |                        |                  |  |

| 3 iulie 2013 | FC Brașov | 0-3 | FK Rostov | Bad Radkersburg |  |
|              |           |     |           |                 |  |

| 11 iulie 2013 | FC Brașov                                        | 5–1 | FC Metaloglobus București | Brașov               |  |
| 11:00 EEST    | Mateiu ?', ?' Popa ?' Enceanu ?' Tătar ?' (pen.) |     |                           | Stadion: Tineretului |  |

| 13 iulie 2013 | FC Brașov                       | 3–0 | Unirea Târlungeni | Brașov               |  |
| 11:00 EEST    | Rodrigues 12' Dias 33' Buga 40' |     |                   | Stadion: Tineretului |  |

| 3 septembrie 2013 | FC Brașov            | 2–1 | CFR Cluj      | Brașov        |  |
| 17:00 EEST        | Cristea 30' Buga 46' |     | Rui Pedro 85' | Stadion: ICIM |  |

| 16 noiembrie 2013 | FC Brașov               | 2-1 | Team Săgeata⁠(d) | Brașov        |  |
| 11:00 EEST        | Cristea 32' Fonseca 88' |     | Iordache 29'    | Stadion: ICIM |  |

| 24 ianuarie 2014 | FC Brașov                                           | 5-0 | FC Râșnov | Brașov |  |
|                  | Constantin ?' Grigorie ?' Surdu ?' Ciocâlteu ?', ?' |     |           |        |  |

| 26 ianuarie 2014 | FC Brașov                                                                                  | 10-0 | CS Vulcan | Brașov |  |
|                  | Surdu ?', ?' Székely ?' Păun ?' Aganovic ?' Leko ?' Machado ?' Buga ?' Ispas ?' Cristea ?' |      |           |        |  |

| 1 februarie 2014 | FC Brașov | 0–2 | Lechia Gdańsk            | Antalya |  |
|                  |           |     | Tuszyński 4' Janicki 59' |         |  |

| 3 februarie 2014 | FC Brașov          | 2–1 | Shonan Bellmare⁠(d) | Antalya |  |
|                  | Păun ?' Cristea ?' |     |                    |         |  |

| 5 februarie 2014 | FC Brașov             | 2–1 | FC Gomel | Antalya |  |
|                  | Szekely ?' Fonseca ?' |     |          |         |  |

| 7 februarie 2014 | FC Brașov               | 2–1 | FC Bansko | Antalya |  |
| 15:30 EEST       | Cristea ?' Ciocâlteu ?' |     |           |         |  |

| 8 februarie 2014 | FC Brașov | 1–2 | FK Radnicki Nis | Antalya |  |
| 15:30 EEST       | Santos ?' |     |                 |         |  |

| 15 februarie 2014 | FC Brașov  | 1–0 | CS Mioveni | Brașov        |  |
| 11:00 EEST        | Machado ?' |     |            | Stadion: ICIM |  |

## Competiții

### General
| Competiție    | Faza de început | Faza curentă | Faza finală | Primul meci        | Ultimul meci      |
| ------------- | --------------- | ------------ | ----------- | ------------------ | ----------------- |
| Liga I        | —               | —            | Locul 15    | 20 iulie 2013      | 21 mai 2014       |
| Cupa României | Șaisprezecimi   | —            | Optimi      | 25 septembrie 2013 | 30 octombrie 2013 |

### Liga I

#### Rezultate etapă de etapă
| Etapă    | 01 | 02 | 03 | 04 | 05 | 06 | 07 | 08 | 09 | 10 | 11 | 12 | 13 | 14 | 15 | 16 | 17 | 18 | 19 | 20 | 21 | 22 | 23 | 24 | 25 | 26 | 27 | 28 | 29 | 30 | 31 | 32 | 33 | 34 |
| -------- | -- | -- | -- | -- | -- | -- | -- | -- | -- | -- | -- | -- | -- | -- | -- | -- | -- | -- | -- | -- | -- | -- | -- | -- | -- | -- | -- | -- | -- | -- | -- | -- | -- | -- |
| Rezultat | Î  | E  | E  | Î  | Î  | V  | E  | E  | Î  | V  | Î  | Î  | Î  | V  | E  | Î  | E  | Î  | E  | E  | Î  | Î  | V  | V  | Î  | V  | E  | V  | Î  | V  | V  | Î  | E  | E  |
| Loc      | 16 | 14 | 13 | 15 | 16 | 14 | 15 | 15 | 16 | 14 | 15 | 16 | 16 | 15 | 14 | 15 | 14 | 16 | 16 | 16 | 17 | 17 | 17 | 16 | 16 | 16 | 16 | 15 | 16 | 14 | 12 | 15 | 14 | 15 |

Notă: liga1.ro

Teren: A = Acasă; D = Deplasare. Rezultat: E = Egal; Î = Înfrângere; V = Victorie; Am. = Amânat.

#### Rezultate
Victorie
      Egal
      Înfrângere
Tur
| 20 iulie 2013Etapa 1 | Pandurii                                      | 3–1 | FC Brașov   | Târgu Jiu                                                              |  |
| 19:00 EEST           | Matulevicius 9' Christou 22' Matulevicius 60' |     | Fonseca 82' | Stadion: Tudor Vladimirescu Spectatori: 3.000 Arbitru: Alexandru Tudor |  |

| 29 iulie 2013Etapa 2 | FC Brașov   | 1-1 | Team Săgeata⁠(d) | Brașov                                                             |  |
| 19:00 EEST           | Ionescu 90' |     | Chițu 75'       | Stadion: Tineretului Spectatori: 1500 Arbitru: Theodor Craciunescu |  |

| 4 august 2013Etapa 3 | Petrolul | 0-0 | FC Brașov | Ploiești                                                      |  |
| 21:00 EEST           |          |     |           | Stadion: Ilie Oană Spectatori: 7000 Arbitru: Marius Bocaneala |  |

| 9 august 2013Etapa 4 | FC Brașov   | 1-2 | FC Botoșani                    | Brașov                                                                |  |
| 19:30 EEST           | Madeira 78' |     | Vasvari 41' (pen.) Hadnagy 56' | Stadion: Tineretului Spectatori: 1500 Arbitru: Adrian Viorel Cojocaru |  |

| 16 august 2013Etapa 5 | Oțelul             | 1-0 | FC Brașov | Galați                                                   |  |
| 19:00 EEST            | Carioca 82' (pen.) |     |           | Stadion: Oțelul Spectatori: 2500 Arbitru: Cristian Balaj |  |

| 23 august 2013Etapa 6 | FC Brașov                 | 2-1 | ACS Poli Timișoara | Brașov                                                      |  |
| 19:30 EEST            | Rodrigues 39' Cristea 94' |     | Seroni 61'         | Stadion: Tineretului Spectatori: 500 Arbitru: Istvan Kovacs |  |

| 16 septembrie 2013Etapa 7 | Ceahlăul | 1-1 | FC Brașov | Piatra Neamț                                               |  |
| 19:00 EEST                | Cânu 53' |     | Surdu 66' | Stadion: Ceahlăul Spectatori: 2000 Arbitru: Lucian Rusandu |  |

| 21 septembrie 2013Etapa 8 | FC Brașov | 1-1 | FC Vaslui        | Brașov                                                      |  |
| 19:00 EEST                | Surdu 42' |     | Antal 12' (pen.) | Stadion: Tineretului Spectatori: 500 Arbitru: Istvan Kovacs |  |

| 30 septembrie 2013Etapa 9 | Astra Giurgiu                        | 3-0 | FC Brașov | Giurgiu                                                             |  |
| 19:00 EEST                | Bukari 50' Ivanovski 85' Yazalde 92' |     |           | Stadion: Marin Anastasovici Spectatori: 500 Arbitru: Cristian Balaj |  |

| 4 octombrie 2013Etapa 10 | FC Brașov                                      | 4-0 | FCV Farul | Brașov                                                     |  |
| 19:00 EEST               | Cristea 31' Surdu 53' Buga 78' (pen.) Popa 94' |     |           | Stadion: Tineretului Spectatori: 400 Arbitru: Catalin Popa |  |

| 21 octombrie 2013Etapa 11 | Concordia | 1-0 | FC Brașov | Chiajna                                               |  |
| 19:00 EEST                | Roșu 41'  |     |           | Stadion: Concordia Spectatori: 500 Arbitru: Dreve Dan |  |

| 27 octombrie 2013Etapa 12 | FC Brașov   | 1-2 | FCSB                    | Brașov                                                         |  |
| 21:30 EEST                | Ionescu 10' |     | Kapetanos 2' Gardos 47' | Stadion: Tineretului Spectatori: 4000 Arbitru: Alexandru Tudor |  |

| 3 noiembrie 2013Etapa 13 | Dinamo               | 2-1 | FC Brașov           | București                                                |  |
| 21:30 EEST               | Thicot 45' Lazăr 55' |     | Aganovic 75' (pen.) | Stadion: Dinamo Spectatori: 4200 Arbitru: Cristian Balaj |  |

| 11 noiembrie 2013Etapa 14 | Corona Brașov | 1-2 | FC Brașov           | Brașov                                                              |  |
| 20:30 EEST                | Buș 70'       |     | Mateiu 18' Buga 39' | Stadion: Tineretului Spectatori: 2500 Arbitru: George Catalin Gaman |  |

| 25 noiembrie 2013Etapa 15 | FC Brașov | 0-0 | CFR | Brașov                                                         |  |
| 19:00 EEST                |           |     |     | Stadion: Tineretului Spectatori: 500 Arbitru: George Rădulescu |  |

| 29 noiembrie 2013Etapa 16 | U Cluj                 | 2-0 | FC Brașov | Cluj                                                        |  |
| 19:00 EEST                | Lemnaru 25' Kovacs 39' |     |           | Stadion: Cluj Arena Spectatori: 2000 Arbitru: Radu Petrescu |  |

| 6 decembrie 2013Etapa 17 | FC Brașov | 0-0 | Gaz Metan | Brașov                                                         |  |
| 19:00 EEST               |           |     |           | Stadion: Tineretului Spectatori: 300 Arbitru: Adrian Comanescu |  |

Retur
| 16 decembrie 2013Etapa 18 | FC Brașov                             | 3-5 | Pandurii                                        | Brașov                                                         |  |
| 20:00 EEST                | Machado 32' Surdu 72' Buga 78' (pen.) |     | Nicoară 5' Shamsine 8' Eric 49', 56' Santos 85' | Stadion: Tineretului Spectatori: 400 Arbitru: George Rădulescu |  |

| 19 decembrie 2013Etapa 19 | Team Săgeata⁠(d) | 0-0 | FC Brașov | Constanța                                            |  |
| 16:00 EEST                |                 |     |           | Stadion: Farul Spectatori: 100 Arbitru: Iulian Călin |  |

| 23 februarie 2014Etapa 20 | FC Brașov        | 1-1 | Petrolul          | Brașov                                                        |  |
| 20:30 EEST                | Ionescu 94' (p.) |     | Madeira 68' (ag.) | Stadion: Tineretului Spectatori: 3000 Arbitru: Cristian Balaj |  |

| 2 martie 2014Etapa 21 | FC Botoșani                   | 2-1 | FC Brașov   | Botoșani                                                   |  |
| 14:00 EEST            | Cristea 17' (ag.) Stojkov 91' |     | Cristea 40' | Stadion: Municipal Spectatori: 5000 Arbitru: Istvan Kovacs |  |

| 7 martie 2014Etapa 22 | FC Brașov | 1-3 | Oțelul                            | Brașov                                                        |  |
| 20:00 EEST            | Buga 23'  |     | Astafei 12' Tudorie 21' Filip 95' | Stadion: Tineretului Spectatori: 500 Arbitru: Alexandru Tudor |  |

| 14 martie 2014Etapa 23 | ACS Poli Timișoara | 0-1 | FC Brașov   | Timișoara                                                        |  |
| 21:00 EEST             |                    |     | Cristea 89' | Stadion: Dan Păltinișanu Spectatori: 500 Arbitru: Cristian Balaj |  |

| 24 martie 2014Etapa 24 | FC Brașov   | 1-0 | Ceahlăul | Brașov                                                      |  |
| 19:30 EEST             | Cristea 37' |     |          | Stadion: Tineretului Spectatori: 2000 Arbitru: Marius Avram |  |

| 31 martie 2014Etapa 25 | FC Vaslui | 1-0 | FC Brașov | Vaslui                                                      |  |
| 19:00 EEST             | Ortiz 61' |     |           | Stadion: Municipal Spectatori: 1000 Arbitru: Ovidiu Hategan |  |

| 6 aprilie 2014Etapa 26 | FC Brașov                | 2-1 | Astra Giurgiu | Brașov                                                         |  |
| 18:30 EEST             | Cristea 35' Grigorie 56' |     | Găman 77'     | Stadion: Tineretului Spectatori: 2.500 Arbitru: Cristian Balaj |  |

| 14 aprilie 2014Etapa 27 | Viitorul Constanța | 0-0 | FC Brașov | Chiajna                                                     |  |
| 19:00 EEST              |                    |     |           | Stadion: Concordia Spectatori: 1.000 Arbitru: Istvan Kovacs |  |

| 21 aprilie 2014Etapa 28 | FC Brașov                             | 3-1 | Concordia     | Brașov                                                           |  |
| 19:30 EEST              | Grigorie 24' Grigorie 48' Madeira 85' |     | Roșu 68' (p.) | Stadion: Tineretului Spectatori: 3.000 Arbitru: Adrian Comănescu |  |

| 28 aprilie 2014Etapa 29 | FCSB                                                  | 3-0 | FC Brașov      | București                                                |  |
| 19:00 EEST              | Latovlevici 43' · Stanciu · Chipciu 76' · Szukała 87' |     | Constantin 85' | Stadion: Ghencea Spectatori: 4.948 Arbitru: George Găman |  |

| 3 mai 2014Etapa 30 | FC Brașov              | 2-0 | Dinamo | Brașov                                                         |  |
| 21:30 EEST         | Cristea 11' Mateiu 33' |     |        | Stadion: Tineretului Spectatori: 5.000 Arbitru: Cristian Balaj |  |

| 8 mai 2014Etapa 31 | FC Brașov   | 1-0 | Corona Brașov | Brașov                                       |  |
| 17:00 EEST         | Madeira 31' |     | Homei 46' 85' | Stadion: Tineretului Arbitru: Denis Haidiner |  |

| 10 mai 2014Etapa 32 | CFR               | 1-0 | FC Brașov   | Cluj                                                                            |  |
| 19:00 EEST          | Ogbu 55' · Negruț |     | Machado 66' | Stadion: Dr. Constantin Rădulescu Spectatori: 1.000 Arbitru: Sebastian Colțescu |  |

| 16 mai 2014Etapa 33 | FC Brașov | 0-0 | U Cluj | Brașov                                                         |  |
| 19:30 EEST          |           |     |        | Stadion: Tineretului Spectatori: 3.000 Arbitru: Cristian Balaj |  |

| 21 mai 2014Etapa 34 | Gaz Metan   | 1-1 | FC Brașov   | Mediaș             |  |
| 21:00 EEST          | Vitinho 48' |     | Cristea 76' | Stadion: Gaz Metan |  |

### Cupa României
Brașovenii au intrat în faza șaisprezecimilor în cea de-a 76-a ediție a Cupei României. În ediția precedentă "stegarii" au fost eliminați în optimi de Petrolul Ploiești.
Și în acest an echipa brașoveană a debutat în competiție în saisprezecimi, unde a reușit să îi învingă pe cei de la CFR Cluj. La fel ca și anul trecut "stegarii" au părăsit Cupa României în cel de-al doilea meci, după o înfrângere pe propriul teren în fața celor de la Viitorul Voluntari.

#### Rezulatate
| 25 septembrie 2013Șaisprezecimi | FC Brașov                                  | 3–1 | CFR         | Brașov               |  |
| 18:30 EEST                      | Aganovic 13' Rada 17' (ag.) Surdu 90' (p.) |     | Fonseca 82' | Stadion: Tineretului |  |

| 30 octombrie 2013Optimi | FC Brașov | 0-1 | FCV Farul | Brașov                                      |  |
| 18:00 EEST              |           |     | Gavra 11' | Stadion: Tineretului Arbitru: Istvan Kovacs |  |

## Golgheteri
Listă actualizată la data de 21 mai 2014.
| Pos.  | Jucător            | L1 | CR | Total |
| ----- | ------------------ | -- | -- | ----- |
| 1     | Andrei Cristea     | 8  | 0  | 8     |
| 2     | Romeo Surdu        | 4  | 1  | 5     |
| 3     | Mugurel Buga       | 4  | 0  | 4     |
| 4     | Cristian Ionescu   | 3  | 0  | 3     |
| =     | Ștefan Grigorie    | 3  | 0  | 3     |
| =     | Bruno Madeira      | 3  | 0  | 3     |
| 5     | Adnan Aganović     | 1  | 1  | 2     |
| =     | Alexandru Mateiu   | 2  | 0  | 2     |
| 6     | Ricardo Machado    | 1  | 0  | 1     |
| =     | Serginho Rodrigues | 1  | 0  | 1     |
| =     | Diogo Fonseca      | 1  | 0  | 1     |
| =     | Iulian Popa        | 1  | 0  | 1     |
| =     | Ionuț Rada (ag.)   | 0  | 1  | 1     |
| Total | Total              | 32 | 3  | 35    |